# Buyider
Buyider, även buwayhider, var under 900- och 1000-talen en persisk shiitisk furstesläkt stammande från regionen Daylam söder om Kaspiska havet. Buyidernas emir tog under kuppartade former över makten i Abbasidkalifatet under kalifen al-Mustakfī bi'llāh ibn al-Muktafi (944-46) genom att tillskansa sig ämbetet som befälhavare för kalifens livvakt. Buyiderna kom sedan att inneha makten i kalifatet i 110 år (945-1055) innan seldjukerna tog över. Under buyiderna ökade korruptionen i kalifatet bland annat genom att förläningar (īqtā) avsedda som belöning för militär tjänst i stället utdelades till släktingar. Det bidrog till att skapa starka motsättningar mellan buyiderna och de turkiska förband som sedan tidigare innehade en stark ställning i kalifatet. 

## Historik
Buyiderna återupprättade den sasanidiska titeln "kungarnas kung" (shahanshah) och återinförde det officiella firandet av persiska nyåret nouruz. De var även den första muslimska dynastin som införde sorgespelen  tazie under ashura-högtiden.
Andra skäl till de sammandrabbningar som inträffade med jämna mellanrum i Bagdad var etniska och religiösa motsättningar. Turkarna var till skillnad från de daylamitiska trupperna sunniter. Skillnaderna tog sig också uttryck i boendesegregation. Stadsdelen al-Karkh i Bagdad saknade nästan helt sunnitiska invånare. Buyiderna fick tidvis (970-talet och 1025-36) mycket svårt att behålla kontrollen över riket och upprätthålla ordningen. På 970-talet utbröt våldsamma strider i Bagdad mellan anhängare till buyidemiren Bakhtiyar och den turkiske befälhavaren Sabuktagin. 
Geografiskt omfattade buyidernas välde endast västra Iran och Irak. Genom sitt innehav av Bagdad och därmed kalifen framstod de som den viktigaste maktfaktorn inom islam men samaniderna som behärskade östra delen av nuvarande Iran och stora delar av Centralasien var helt oberoende av Buyiderna och betraktade dem närmast som ett ociviliserat rövarband. Vid 1000-talets mitt besegrades båda av en ny matfaktor, de turkiska seldjukerna, vilka under sin ledare Toghril Beg intog Bagdad 1055 och därmed gjorde slut på buyidernas instabila statsbildning.